# Aberto de São Paulo 2011
El torneo Aberto de São Paulo 2011 fue un torneo profesional de tenis. Pertenecíó al ATP Challenger Series 2011. Se disputó su 11.ª edición sobre superficie dura, en San Pablo, Brasil entre el 3 y el 9 de enero de 2012.

## Campeones

### Individual masculino
- Ricardo Mello derrotó en la final a  Rafael Camilo, 6–2, 6–1

### Dobles masculino
- Franco Ferreiro /  André Sá derrotaron en la final a  Santiago González /  Horacio Zeballos, 7–5, 7–6(12)